# Ranunculus cytheraeus
Ranunculus cytheraeus är en ranunkelväxtart som först beskrevs av Halácsy, och fick sitt nu gällande namn av Baldini. Ranunculus cytheraeus ingår i släktet ranunkler, och familjen ranunkelväxter. Inga underarter finns listade i Catalogue of Life.